# 내일은 발명왕
《내일은 발명왕》은 내일은 실험왕 다음으로 나온 아이세움의 학습만화이다. 다른 아이세움의 학습만화는 내일은 실험왕, 내일은 수학왕, 내일은 로봇왕 등이 있다. 책을 구입하면 동봉되어 있는 발명키트를 같이 지급한다.

## 소개
- 기본: 1, 22권

- 고수초 A, B반 대결: 2~3권

- 나래초와 친선 대결: 4~5권

- 1박2일 발명 캠프:6~7권

- 전국대회: 8~15권

- 발명 창의 아카데미:16~21권

- 올림피아드: 23~40권

1.발명반 모임 5화
2.고수초 발명B반 기습공격?! 6화
3.고수초 올림픽 6화
4.나래초 대 고수초 1탄 7화
5.나래초 대 고수초 2탄 6화
6.관찰은 발명의 첫걸음 5화
7.불운의 사나이 5화
8.전국대회 1탄 6화
9.전국대회 2탄 5화
10.레오의 비장의 무기 5화
11.영국팀과의 싸움 1탄 7화
12.영국팀과의 싸움 2탄 6화
13.영국팀과의 싸움 3탄 7화
14.이탈리아,영국 뚫고 3번째 대결 5화
15.고수초 승리! 5화
16.아카데미의 40인 회원으로?! 8화
17.상타기 대결 6화
18,19.고수초 아카데미상은? 7화
20,21.고수 전원 회원 5화
22.기본의 사실 7화
23~26.고수초,나래초 친선 1~3화, 5화, 7~8화
27~30.올림피아드 게임 1~3화, 7~8화
31.올림피아드 1위 뽑기 7화
32.추억속 발명반 부록,5화

## 등장인물
- 고수초 발명 A반(한국 C팀): 조예나, 방갑수, 나명인
- 고수초 발명 B반(한국 B팀): 장재주, 한대범, 한아름, 온유한
- 한국 대표 지도 선생님 장영실
- 기타 등장인물
  - 후크 박사(협회장), 코비 이사
  - 중국팀: 첸, 룽
  - 미국팀: 로즈, 하워드, 탐 외 1명
  - 영국팀: 주드, 제임스, 몰리, 핀
  - 독일팀: 제이, 엘리, 헬가
  - 이탈리아팀 :마테오 레오, 루카, 안드레아, 산드로, 최창의 교수
  - 한국 A팀: 차정수, 이유리, 고하늘

### 류박사 발명실
- 류박사 (대칭 유[1] 박사)
- 지카자이저 (재주의 장난감)

## 같이 보기
- 내일은 실험왕
- 내일은 수학왕
- 내일은 로봇왕
- 아이세움